# Liopeltis philippinus
Liopeltis philippinus — вид змій родини полозових (Colubridae). Вид є ендеміком Філіппін, де мешкає у тропічних лісах на островах Палаван, Каламіан, Бусуанга та Куліон. Максимальний розмір тіла сягає 87 см.